# Battaglia di Millarapue
La battaglia di Millarapue, avvenuta il 30 novembre 1557, avrebbe dovuto essere secondo il toqui Caupolicán dei Mapuche un'imboscata tesa all'esercito spagnolo di García Hurtado de Mendoza, ma si concluse con una vittoria spagnola quando l'imboscata fallì.

## Storia
Dopo la vittoria spagnola nella battaglia di Lagunillas, Mendoza entrò nel territorio ostile di Arauco cercando una battaglia decisiva. Le forze reali spagnole si accamparono a Millarapue il 29 novembre. L'esercito Mapuche, guidato da Caupolicán, tese un'imboscata all'alba del 30 novembre, tentando di prendere di sorpresa l'accampamento nemico. Quello era il giorno della celebrazione di Sant'Andrea, e lo squillo cerimoniale di trombe all'alba fu inteso come un segnale d'allarme dagli indiani. Credendo di essere stato scoperto, Caupolicán ordinò all'esercito di avanzare ed attaccare. A guidare alcuni Mapuche in un attacco frontale fu Galvarino, che incitava i compagni nonostante fosse privo delle mani. La battaglia fu feroce e brutale, e durò fino al primo pomeriggio. Alla fine i Mapuche furono sconfitti, perdendo 3000 uomini e vedendosene catturati 800. I leader catturati furono impiccati e Galvarino, anch'esso imprigionato, fu dato in pasto ai cani. Dopo la vittoria gli spagnoli avanzarono fino a Tucapel, dove costruirono il forte di Cañete, non molto lontano da dove Valdivia aveva eretto il forte di Tucapel.